# Irische Badmintonmeisterschaft 1974
Die Irische Badmintonmeisterschaft 1974 fand bereits im Dezember 1973 in Lisburn statt.

## Finalergebnisse
| Disziplin    | Sieger                           | Finalist                              | Ergebnis           |
| ------------ | -------------------------------- | ------------------------------------- | ------------------ |
| Herreneinzel | John Taylor                      | Colin Bell                            | 15-13, 15-10       |
| Dameneinzel  | Barbara Beckett                  | Heather Young                         | 12-11, 12-11       |
| Herrendoppel | David Doherty Clifford McIlwaine | H. McGee Peter Moore                  | 15-11, 15-12       |
| Damendoppel  | Barbara Beckett Lena McAleese    | Dorothy Cunningham Heather Young      | 15-4, 16-16, 15-8  |
| Mixed        | Adrian Bell Barbara Beckett      | Clifford McIlwaine Dorothy Cunningham | 10-15, 15-12, 15-1 |